# Michael Silvers
Michael Silvers é um sonoplasta estadunidense. Venceu o Oscar de melhor edição de som na edição de 2005 por The Incredibles, ao lado de Randy Thom.